# Victor Mihaly de Apșa
Victor Mihaly de Apșa (Jód, 1841. május 19. – Balázsfalva, 1918. január 21.) a fogarasi és gyulafehérvári görögkatolikus főegyházmegye püspöke, valamint a román görögkatolikus egyház elöljárója volt 1894–1918 között.